# Махачкалинская ТЭЦ
Махачкалинская ТЭЦ — тепловая электростанция, расположенная в городе Махачкала. Собственник станции - ООО «Дагестанэнерго».

## История
В 1946 году на базе электростанции «Промэлектростан» было начато строительство теплоэлектростанции. Первый агрегат был введен в эксплуатацию в декабре 1953 года. В июле 1958 года был введен последний агрегат, и станция достигла проектной мощности 18 МВт. До начала 60-х годов станция являлась главным источником электроснабжения города. С вводом в эксплуатацию в 1962 году Чирюртской ГЭС, станция теряет своё значение. В это время даже поднимался вопрос о нецелесообразности её использования и закрытии. В качестве выхода из сложившейся ситуации, был предложен вариант о переводе станции на теплофикационный режим, направив вырабатываемый пар на отопление города и обслуживание промышленных предприятий. В 70-е годы была произведена модернизация станции — осуществлен перевод станции с мазута на газ, заменено тепловое и энергетическое оборудование.

## Производственная деятельность
В настоящее время на ТЭЦ установлено три энергетических котла БКЗ-75-225 т/ч, два водогрейных котла ПТВМ-50-100 Гкал/час, три турбоагрегата ПР по 6 МВт каждый. Турбоагрегаты введены в эксплуатацию в 1983, 1995 и 1998 годах.